# Gaito Gazdanov

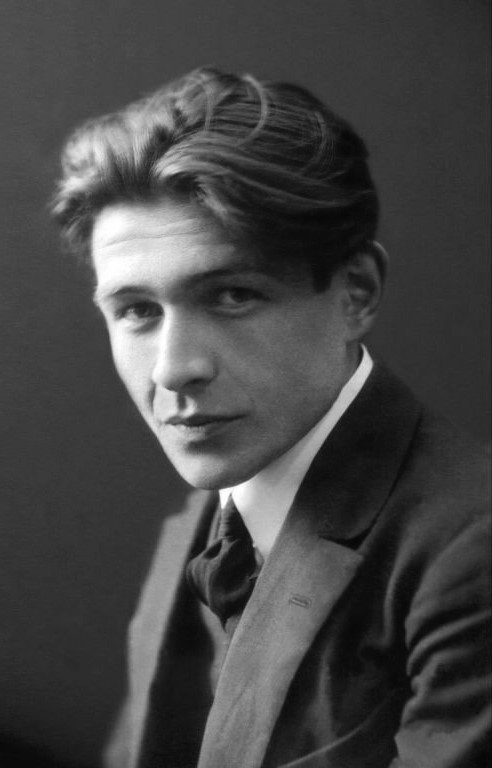
Gaito Gazdanov omstreeks 1920

Gaito Gazdanov (Russisch: Гайто Газданов), geboren als Georgi Ivanovitsj Gazdanov (Russisch: Георгий Иванович Газданов), (Sint-Petersburg, 6 december 1903 – München, 5 december 1971) was een Russisch emigrant-schrijver die behoorde tot de groep van de Parijse witte emigranten. Zijn literaire carrière omvat negen romans, bijna vijftig korte verhalen en tientallen essays, recensies en radio-uitzendingen.

## Levensloop
Zijn vader, Ivan Sergejevitsj Gazdanov, behoorde tot een vooraanstaande Ossetische familie in de Kaukasus. Voor zijn beroep als boswachter trokken de jonge Gazdanov en zijn familie rond in het Russische Rijk, en woonden periodes in Siberië, Tver en Smolensk, maar ook in Wit-Rusland en Oekraïne.
In 1909 overleed Gazdanovs zuster, twee jaar later gevolgd door zijn vader. Hierdoor bestond de familie nog slechts uit Gaiti Gazdanov en zijn moeder Vera Nikolaevna (geboren Abatsieva).
In 1919 brak hij zijn middelbare studies in Charkov af om deel te nemen aan de Russische Burgeroorlog, waar hij diende in het Vrijwilligersleger van de Witte Beweging onder generaal Pjotr Wrangel, aan boord van een gepantserde trein, een episode die een prominente rol zou spelen in zijn autobiografische debuutroman 'Een avond met Claire' (Vecher u Kler, 1930).
In november 1920 werd hij - samen met de restanten van het leger van generaal baron Pjotr Wrangel - geëvacueerd uit de Krim en tijdelijk geïnterneerd in een militair kamp bij Gallipoli, waar hij bijna een jaar zou doorbrengen. Na zijn ontsnapping uit het kamp studeerde hij in 1922 een korte periode aan het Russische gymnasium in Constantinopel, maar voltooide zijn middelbare schoolopleiding pas het jaar daarop, aan het Russische gymnasium in Sjoemen. 
Bij zijn aankomst in Parijs in november 1923 kwam Gazdanov in een benarde situatie terecht en werd hij gedwongen allerlei handenarbeid te verrichten: laden en lossen van binnenschepen, schoonmaken van locomotieven en werken in de Citroën-fabriek. In de periodes dat hij geen werk had bracht hij de nachten door in de metro. In 1927 werkte hij een tijdje op het kantoor van de Franse uitgever Hachette, maar hij vertrok al snel omdat hij de routine te deprimerend vond. Het jaar daarop begon hij als nachtelijke taxichauffeur om zijn literaire inspanningen en zijn opleiding aan de Sorbonne te financieren, waar hij van 1928 tot 1931 literatuur, economie en sociologie studeerde.
Tijdens een verblijf aan de Franse Rivièra in 1935 ontmoette hij Faina Dmitrievna Gavrisheva (geboren Lamzaki; 1892-1982), een émigrée van Griekse Odessaanse afkomst; Het paar keerde samen terug naar Parijs en trouwde datzelfde jaar.
Tijdens de Tweede Wereldoorlog werkten Gazdanov en zijn vrouw voor het Franse Verzet.
In de jaren 1950 had Gazdanov bij Radio Liberty een eigen programma over Russische literatuur.
Hij stierf op 5 december 1971 aan longkanker te München en werd begraven op het Russische kerkhof van Sainte-Geneviève-des-Bois in een zuidelijke voorstad van Parijs.

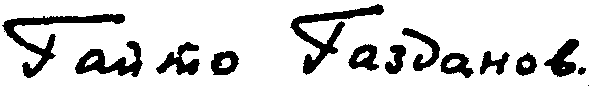
Handtekening van Gaito Gazdanov

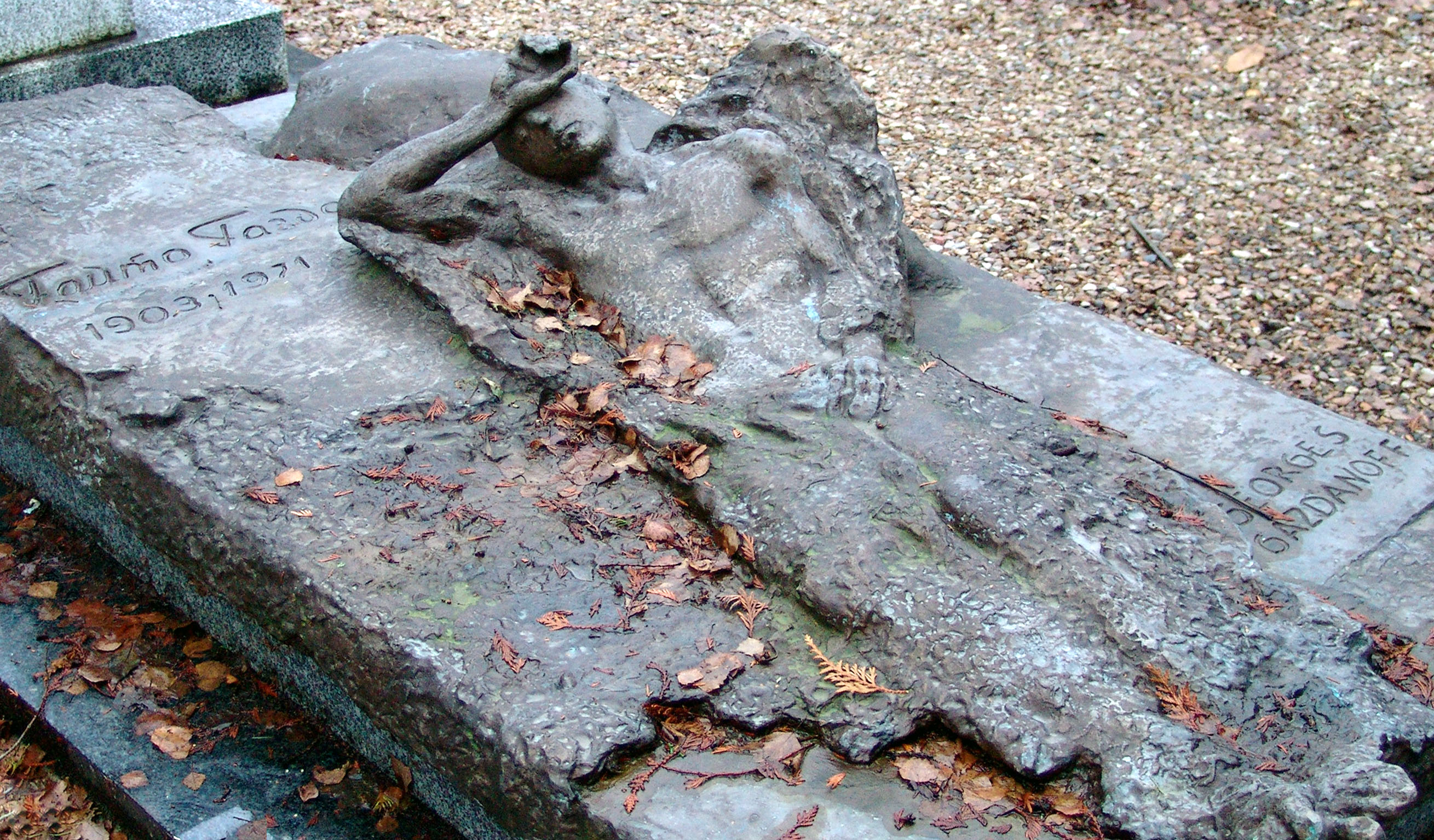
grafmonument Gaito Gazdanov

## Ontstaan van zijn bibliografie

### Het vroege werk
Gazdanovs eerste publicatie was een kort verhaal getiteld "Gostinitsa griadushchego" [Hotel van de toekomst], dat verscheen in het Praagse tijdschrift Svoimi putiami in 1926. Het was echter zijn tweede verhaal, "Povest' o trekh neudachakh" [Een verhaal van drie mislukkingen], het jaar daarop gepubliceerd in Volia Rossii, dat hij beschouwde als het echte begin van zijn literaire carrière. Het Praagse tijdschrift, geredigeerd door Marc Slonim, zou later de belangrijkste plaats voor Gazdanovs vroege werk, met onder meer Rasskazy o svobodnom vremeni [Verhalen over vrije tijd] (1927), Obshchestvo vos'merki pik [Het genootschap van de schoppenacht] (1927) en "Tovarishch Brak" [Kameraad Brak] (1928). Deze vroege verhalen worden gekenmerkt door een kenmerkende avant-garde esthetiek die zou zou verdwijnen uit Gazdanovs rijpere werk; ze spelen zich voornamelijk af in het revolutionaire Rusland en gebruiken settings, personages en een vertelstijl die doet denken aan de verhalen van Isaak Babel, evenals een zekere mate van typologische experimenten, beïnvloed door de kubo-futuristische teksten van schrijvers als Vladimir Majakovski.

### De jaren 1930
De publicatie van Gazdanov's eerste roman 'Een avond met Claire' in januari 1930 vertegenwoordigde een stilistische  verschuiving naar een meer autobiografische inslag. De roman oogstte veel bijval van critici en schrijvers van de emigratie, en katapulteerde hem naar een prominente plaats onder opkomende schrijvers onder de witte emigranten in Parijs, naast Vladimir Nabokov en Nina Berberova. Het succes van Gazdanov's roman, die verhaalt op een stream-of-consciousness manier de jeugd van een auteur alter ego en zijn ervaring van de revolutie en daaropvolgende burgeroorlog, maakte ook de weg vrij voor Gazdanovs latere publicatie in het meest prestigieuze emigratie-tijdschrift 'Sovremennye zapiski'. Vanaf 1931 publiceerde dit tijdschrift verschillende van Gazdanov's kortverhalen en twee van zijn drie overgebleven vooroorlogse romans (in series): Istoriia odnogo puteshestviia [Een geschiedenis van een reis] (1934-35) en Nochnaia doroga [Nachtweg] (1939-40).
In de jaren 1930 consolideerde Gazdanov veel van de stilistische technieken die het kenmerk zouden worden van zijn proza: lange, deelbare perioden, die een gevoel van ritmische precisie creëren, met een elegantie en een spanning tussen de taal en de filosofische inhoud. Georgy Adamovich prees Gazdanovs "frisheid en linguïstische stijl" en "de hypnotiserende elasticiteit van zijn ritme". Adamovich en Chodasevitsj verweten Gazdanov herhaaldelijk dat zijn verblindende woordenstroom ten koste ging van de narratieve structuur en inhoud. In de kortverhalen uit deze periode vestigde Gazdanov enkele van zijn meest prominente en terugkerende thema's: 
- de metamorfoses van de ziel: 
  - "Schast'e" [Geluk] (1932)
  - "Smert' gospodina Bernara" [De dood van Monsieur Bernara] (1936)
- het leven als zowel een fysieke als een metafysische reis: 
  - "Chernye lebedi" [Zwarte zwanen] (1930)
  - "scheznovenie Rikardi" [De verdwijning van Ricardi] (1931)
  - "Bombei" [Bombay] (1938)
- het primaat van de private gevoelswereld: 
  - "Tret'ia zhizn" [Het derde leven] (1932)
  - "Oshibka" [De Vergissing] (1938)

Gedurende deze jaren was Gazdanov ook een actief lid van verschillende literaire en niet-literaire organisaties. In 1932 werd de auteur opgenomen in twee van de Russische vrijmetselaarsloges in Frankrijk (de Northern Star, en ook de Noordelijke Broeders, die was georganiseerd door Mikhail Osorgin en een informele verbinding met de Russische emigranten , onder wie de schrijvers Mark Aldanov (pseudoniem van Mark Landau), Leonid Zurov en Antonin Ladinsky.  Gazdanov nam ook deel aan verschillende literaire kringen en genootschappen uit die tijd:
- Marc Slonim's Kochev'e [De kampeerplaats],
- Dmitry Merezhkovsky en Zinaida Hippius's Zelenaia Lampa [De Groene Lamp] en
- Wsevolod de Vogt's Studio Franco-Russe.

In 1936 verscheen in het zestigste nummer van 'Sovremennye zapiski ' Gazdanovs beruchte polemische artikel "O molodoi emigrantenkoi literatuur" ["Over jonge emigrantenliteratuur"], een strengere verwoording van een eerder artikel gepubliceerd in 1931 ("Mysli o literature" ["Gedachten over Literatuur"]), waarin hij betoogde dat de emigratie geen enkele prozaschrijver van betekenis had voortgebracht, met als enige uitzondering Nabokov. Het artikel wekte de woede van veel van Gazdanovs collega's, en leidde tot woedende reacties uit de hele geëmigreerde pers, het meest vooral van Adamovich en Chodasevitsj, maar ook van Osorgin, Alfred Bem en Vladimir Varshavsky. Hoewel Gazdanovs motivatie voor het nastreven van deze polemische lijn van kritiek is er privé gesuggereerd dat de frustratie van de auteur over de emigratie veroorzaakt zou kunnen zijn door een recente mislukte poging om terug te keren naar de Sovjet-Unie. In een brief van 20 juli 1935 had Gazdanov Maksim Gorki benaderd met het verzoek om zijn hulp bij de repatriëring; het is echter onduidelijk of Gorky er ooit in geslaagd is te lobbyen voor Gazdanov vóór zijn dood in 1936. Hoe dan ook, de wens werd nooit gerealiseerd, en in de nasleep van het schandaal rond het artikel verliet Gazdanov Parijs voor het eerst in dertien jaar, met vakantie aan de Franse Rivièra (waar hij zijn vrouw ontmoette).
Gazdanovs derde roman, "Polet" [De vlucht], werd in 1939 in serie gepubliceerd in 'Russkie zapiski'. Het werk, een openlijke herbewerking van Leo Tolstoj's Anna Karenina (1873-77) in een twintigste-eeuwse emigrantencontext, onderzoekt de samenhangende levens en liefdesrelaties van een kleine groep Russische expats in Parijs en aan de Franse Riviera. De roman ontwikkelt elementen van vroegere werken zoals "Oshibka" ["De Vergissing"] (1938) en verbindt de thema's van ongeoorloofde liefde en adolescente ontwikkeling met een fijne psychologische portrettering en een verdere verdieping van thema's als toeval, lot en determinisme.

### De jaren 1940
Tegen de tijd van de Duitse bezetting van Parijs in 1940 waren echter slechts drie van de vier delen van De vlucht gepubliceerd. De roman bleef in zijn geheel ongepubliceerd gedurende Gazdanov's leven.  Hij zou zijn ervaringen van de bezetting (zijn vrouw en hij waren actief in het Franse Verzet) vastleggen in het documentaire prozawerk 'Na frantsuzskoi zemle' [Op Franse Bodem], in het Frans gepubliceerd als Je m'engage à défendre (1946).
Met de naoorlogse opdoeking van veel Europese tijdschriften en uitgeverijen, was Gazdanov gedwongen verder weg te zoeken naar een afzetmarkt voor zijn nieuwe fictie. Zodoende werd het in New York gevestigde Novyi zhurnal van Mark Aldanov en Mikhail Zetlin de belangrijkste uitgever voor het merendeel van Gazdanovs naoorlogse korte verhalen en romans. Tijdens deze jaren werden enkele van Gazdanovs commercieel succesvolste werken gepubliceerd, waaronder 'rizrak Aleksandra Vol'fa' [Het spook van Alexander Wolf] (1947-48) en 'Vozvrashchenie buddy' [De terugkeer van Boeddha] (1949-50). Deze "metafysische thrillers", zoals László Dienes ze noemt, kunnen gezien worden als een succesvol antwoord op eerdere kritiek waarin structurele structurele zwakheden in Gazdanovs schrijven, omdat ze sterkere narratieve elementen bevatten die ontleend zijn aan populaire genres van thrillers en detective fictie. In beide romans lijdt de hoofdpersoon aan een gespleten persoonlijkheid en beide romans bevatten plots die opnieuw filosofieën van fatalisme en toeval illustreren in een Parijse setting. De populariteit van deze romans leidde dan ook tot de eerste anderstalige uitgaven van Gazdanovs werk: Engelse versies van beide romans werden in 1950 en 1951 uitgegeven door Nicholas Wreden; binnen vijf jaar was Het spook van Alexander Wolf ook verschenen in het Frans, Spaans en Italiaans (onder de titel Contro il destino). Het internationale succes hielp de financiële zorgen die Gazdanov's eerste jaren in Parijs zo hadden geteisterd, en bevrijdde hem  in 1952 uiteindelijk van de noodzaak om bij te klussen als taxichauffeur.

### Bij de radio
Tijdens een verblijf in New York in de zomer van 1952 kreeg Gazdanov een redacteurschap aangeboden bij de Tsjechov Uitgeverij. Hij weigerde dit, deels vanwege zijn afkeer van de stad. Het jaar daarop zou hij de functie van schrijver en redacteur bij het Russische bureau van Radio Liberty in München aanvaarden. De nieuwe baan resulteerde in een aanzienlijke daling van zijn literaire productiviteit: in 1953, het jaar waarin Gazdanov de functie aanvaardde, werden zijn korte verhaal "Kniazhna Meri" ["Prinses Maria"] en zijn roman Piligrimy [Pelgrims] (1953-54) gepubliceerd; daarna volgde echter een onderbreking van zes jaar totdat zijn volgende werk, "Sud'ba Salomei" [Het lot van Salome], uitkwam. Vanaf 1956 werkte Gazdanov als nieuwsredacteur, en in 1959 keerde hij terug naar Parijs om te werken als correspondent bij de Parijse afdeling van de zender. In 1967 keerde hij terug naar München als chef van het bureau, en later werd hij benoemd tot hoofdredacteur van de Russische dienst van de zender. Onder zijn omroeppseudoniem 'Georgy Tsjerkasov' presenteerde hij regelmatig literaire programma's over Russische en Franse literatuur. Gedurende de vijftig jaar dat Gazdanov in ballingschap leefde, werkte hij voor Radio Liberty even lang als dat hij taxichauffeur was in Parijs; maar hij zou altijd herinnerd worden, zelfs in zijn latere jaren, als de 'écrivain-chauffeur'.

### De jaren 1960
Gazdanovs literaire productiviteit werd hervat rond 1960, met de publicatie van enkele van zijn beste korte verhalen, waaronder 'Panikhida' ["Requiem"] (1960), 'Nishchii' ["De arme man"] (1962) en 'Pis'ma Ivanova' ["Ivanov's Brieven"] (1963), en zijn laatste twee voltooide romans, 'Probuzhdenie' [Het ontwaken] (1965-66) en 'Evelina i ee druz'ia' [Evelyn en haar vrienden] (1968-71). Het is in deze late werken dat Gazdanov's preoccupatie met de dood een hoogtepunt bereikt. Tegelijkertijd worden de werken ook gekenmerkt door een elegische verkenning van de transmutatie van het leven in kunst, en het doel van kunst zelf.
Zijn laatste, onvoltooide roman, 'Perevorot' [De staatsgreep], werd in 1972 postuum als een feuilleton in 'Novyi zhurnal' gepubliceerd.

### Enkel in het Russisch
Het lijkt merkwaardig dat Gazdanov zijn hele leven een Russisch schrijver bleef en nooit de sprong waagde naar het schrijven in het Frans, in tegenstelling tot tijdgenoten die hun Russisch met winst inruilden voor een andere Europese taal:Vladimir Nabokov, Elsa Triolet, Zinaïda Schakovskoy en Hélène Iswolsky, en degenen die het Russisch helemaal vermeden: Henri Troyat, Romain Gary, Joseph Kessel en Irène Némirovsky. In een brief van 3 maart 1930 aan Maksim Gorki, verklaarde Gazdanov zijn standpunt: 
"Ik ken Rusland weinig en slecht ... maar Rusland is mijn vaderland, en ik kan en wil niet schrijven in een andere taal dan het Russisch."
Ondanks zijn liefde voor zijn geboorteland, heeft Gazdanov geen van zijn werken gepubliceerd zien worden in zijn geboorteland Rusland: zijn eerste werk dat gepubliceerd werd in de Sovjet Unie verscheen zeventien jaar na zijn dood, in 1988. 

### Nalatenschap
Gazdanovs papieren, waaronder notitieboekjes, correspondentie en manuscripten voor de meeste van zijn romans, worden nu bewaard in de Houghton Bibliotheek van de Harvard Universiteit in Cambridge, Massachusetts. Gazdanov hield geen dagboek bij en liet geen memoires na, alleen zijn fictie en kritiek. Maar, zoals Gazdanov's Russische biografe Olga Orlova ons herinnert:
"Elke schrijver heeft zijn eigen lot .... Heel langzaam, in de loop van tientallen jaren, nam Gazdanov afscheid van de herinneringen aan zijn moederland: hij verliet het geleidelijk, afscheid nemend van zijn moeder in Kharkov, van zijn geboortegrond op de Krim, van zijn eerste liefde in Een avond met Claire, van zijn herinneringen aan de Oorlog in Het spook van Alexander Wolf."
De belangstelling voor het leven en werk van Gazdanov kent een revival. Hij wordt sinds het einde van de 20e eeuw beschouwd als een van de belangrijkste schrijvers van de jonge emigrantengeneratie in Parijs.
In 2009 werd in Rusland een uitgave van zijn verzamelde werken in vijf delen gepubliceerd.